# 64, rue du Zoo
64 rue du Zoo (64 Zoo Lane en anglais) est une série télévisée d'animation franco-britannique pour la jeunesse en 104 épisodes de 11 minutes, créée par An Vrombaut, produite par Millimages.

## Synopsis
Lucie est une petite fille habitant au 64, rue du Zoo. Tous les soirs, son amie Georgina la girafe vient la chercher à la fenêtre de sa chambre, et les autres animaux se regroupent au sein du zoo autour de Lucie pour lui raconter une histoire sur la vie sauvage des animaux. La série permet aux enfants de découvrir les différents animaux du monde sauvage à travers plusieurs histoires et personnages. À la fin de l'histoire, on discute de morale amicale, puis l'heure du coucher est déclarée. Georgina dépose Lucy dans son lit par la fenêtre de la chambre (les épisodes suivants montrent Lucy qui bâille puis dort profondément dans son lit ; dans les épisodes originaux, elle était bercée par l'histoire elle-même). Possibilités d'apprentissage : l'exploration du langage et du vocabulaire est favorisée par l'utilisation de l'intonation et de l'expression dans la voix des personnages et les thèmes des histoires des animaux soutiennent les questions sociales et émotionnelles, y compris les amitiés et l'aide et de prendre soin des autres. 

## Diffusion
En France, la série a été diffusée à partir du 9 septembre 2000 sur La Cinquième puis sur Télé-Québec. Au Québec, la série a été diffusée à partir du 31 mars 2001 sur Télévision de Radio-Canada et rediffusée sur TFO. En Bretagne, la série a été doublée en breton et diffusée sur Brezhoweb.

## Épisodes

### Première saison (1999)
- L'histoire de Nelson l’éléphant
- L'histoire de Kevin le crocodile
- L'histoire de Joey le kangourou
- L'histoire de Bébert l'ours polaire
- L'histoire d'Henriette l'hippopotame
- L'histoire de Gratouille et Chatouille
- L'histoire de Zed le zèbre
- L'histoire de Toto le tatou
- L'histoire de Georgina la girafe
- L'histoire d'Hubert le phacochère
- L'histoire de Pauline le pélican
- L'histoire du fruit merveilleux
- L'histoire de l'éléphant oiseau
- L'histoire de Toby la Tortue
- L'histoire de Ronald et de l'oiseau Tic Tic
- L'histoire de l'œuf d'Audrey
- L'histoire de Gary le dromadaire
- L'histoire de Molly et Nathalie
- L'histoire de Wally le wombat
- L'histoire du grand nettoyage dans la jungle
- L'histoire de Mélanie l'élan
- L'histoire d'Éléonore le castor
- L'histoire de Doris la cane
- L'histoire d'Esméralda le serpent
- L'histoire d'Eddie le petit hippopotame
- L'histoire de l'anniversaire d'Hubert

### Deuxième saison (2000)
- L'histoire de la grande sieste de Réginald
- L'histoire de Julia le koala
- L'histoire d'Hercule Moustache
- L'histoire de la chorale de 1'aube
- L'histoire de Pétula le perroquet
- L'histoire du tour de magie de Kevin
- L'histoire d'Isobel le flamand rose
- L'histoire d'Hubert et de la pastèque maudite
- L'histoire de Firmin le fourmilier
- L'histoire du visiteur extraordinaire
- L'histoire des macareux de la baie de Mossy
- L'histoire de Ronald et Rosie
- L'histoire des nouveaux voisins de Nathalie
- L'histoire de Casper le caméléon
- L'histoire d'Ernest la cigogne
- L'histoire de Gary le dromadaire supporter
- L'histoire de la soupe de mirlimyrtilles
- L'histoire de cousin Gribouille
- L'histoire des vacances en camping de Joey
- L'histoire du monstre de la forêt
- L'histoire de Boris l'ours brun
- L'histoire de l'anniversaire de Mélanie
- L'histoire de Victor le crocodile
- L'histoire du pique-nique des hyènes
- L'histoire du grand défi d'Hubert
- L'histoire d'Annie l'anaconda

## Distribution
- Daniel Beretta : Nelson l'éléphant, Denis le dromadaire
- Danièle Hazan
- Vincent Ropion : Gratouille et Chatouille
- Claude Lombard
- Pierre Tessier
- Lucile Boulanger : Lucie (saisons 1 et 2)
- Patricia Legrand : Alfie, Carrie, Doris, Graziella, Jamie, Phoebe
- Brigitte Virtudes : Isabelle, Molly
- Isabelle Leprince : Eleonor, Thelma
- Marie Lanzafame
- Gaëlle Pavillon
- Alexis Tomassian

 Source et légende : version française (VF) sur RS Doublage et Planète Jeunesse

## VHS et DVD
En France, en janvier 2003, France Télévisions annonce la sortie d'un premier volet de la série sous format DVD intitulé 64, rue du Zoo - Vol. 1 pour le 12 février 2003.
Au Royaume-Uni, une version VHS éditée par Buena Vista Home Entertainment était prévue en 2001, mais a été annulée pour des raisons inconnues. En 2004, Maverick Entertainment signe un accord de vidéo à domicile au Royaume-Uni avec Millimages, et sort trois VHS/DVD de la série. Le 26 août 2013, Abbey Home Media sort un DVD intitulé The Story of the Jungle Ball, contenant neuf épisodes de la quatrième saison. 
Aux États-Unis, de 2008 à 2009, PorchLight Home Entertainment sort trois DVD de la série, chacun contenant 8 épisodes.

## Accueil et distinctions
La série a été distinguée du Prix Pulcinella de la « Meilleure série pour enfants » au festival Cartoons on the Bay en 2000, fut sélection au Festival d’Annecy en 2000, nommée aux British Academy Film and Television Arts Awards dans la « catégorie de série pre-school » (2000) et British animation Award pour la « meilleure série pre-school » en 2001.
En 2021, le site web français Topito classe la série 13e de son « top 20 des meilleurs dessins animés éducatifs, pour devenir intelligents ».